# Bathylamprops motasi
Bathylamprops motasi är en kräftdjursart som beskrevs av Mihai Bacescu och Zarui Muradian 1976. Bathylamprops motasi ingår i släktet Bathylamprops och familjen Lampropidae.
Artens utbredningsområde är Florida. Inga underarter finns listade i Catalogue of Life.